# 露原千草
露原 千草（つゆはら ちぐさ、1918年〈大正7年〉1月17日 - 2004年〈平成16年〉3月9日）は、日本の女優。東京府荏原郡大崎町（現東京都品川区大崎）出身。頌栄女子学院高等学校卒業。本名は服部 千草。

## 来歴・人物
2004年3月9日、86歳で逝去。

## 出演作品

### テレビ出演
- 三百六十五夜（TBS）
- バス通り裏（NHK）
- 特別機動捜査隊（NET）
  - 第197話「歪んだ花」（1965年） - サト
  - 第762話「若き十七歳哀歌」（1976年） - 高見瑞江
- 木下恵介劇場 / 記念樹（1966年、TBS）
- 素浪人 花山大吉 第58話「先生様が一番ヘマだった」（1970年、NET）
- 明智小五郎（1970年、12ch）
- 兄貴の恋人（1970年、CX）
- おれは男だ! 第9話「剣道部レッツ・ゴー!」（1971年、NTV）
- 大忠臣蔵（1971年、ANB）
- 真昼の月（1972年、CX）
- 泣くな青春 第4話「空白の遺書」（1972年、東宝 / CX）
- あんたがたどこさ (テレビドラマ)（1973 ‐ 1975年） ‐ 酒出澄子
- 水滸伝 第7話「小旋風と黒旋風」（1973年、NTV）
- 江戸を斬る 梓右近隠密帳 第4話「忠弥 槍の別れ」（1973年、TBS）
- 太陽にほえろ!（東宝、NTV）  
  - 第21話「バスに乗ってたグーな人」（1972年） - 寺沢の母親
  - 第151話「刑事の妻」（1975年） - 小林静子
- 大岡越前（TBS / C.A.L）
  - 第4部 第15話「ともだち」（1975年1月13日） - おふく役
  - 第6部 第27話「殺生禁断! 鯉の罠」（1982年9月6日） - お国役
- 大江戸捜査網（12ch）
  - 第177話「恐怖の訪問者」（1975年）
  - 第347話「海女が秘めた海底の罠」（1978年）
  - 第377話「罪なき必死の逃亡者」（1979年） - おきぬ役
  - 第501話「かまいたちの毒牙」（1981年） - 佐吉の母役
- 剣と風と子守唄（1975年、NTV）
- 水戸黄門（TBS / C.A.L）
  - 第6部 第24話「うなぎ屋の助太刀 ‐浜松‐」（1975年9月8日） - お松役
  - 第7部 第5話「何の因果で若旦那 -花巻-」（1976年6月21日） - おはつの母親役
  - 第10部 第9話「三人の無法者 -新城-」（1979年10月8日） - お茂役
  - 第11部 第19話「馬に蹴られた悪企み -三国峠-」（1980年12月22日） - おせき役
  - 第12部 第3話「黄門様の盗っ人仁義 -府中-」（1981年9月14日） - おとよ役
- 日曜劇場
  - 乙姫先生（1976年6月13日、HBC） - 清子
- 誰か故郷を想わざる（1977年、TBS）
- 別れて生きる時も（1978年、TBS） - 井波の母
- 古都（1980年、TBS）
- 噂の刑事トミーとマツ（大映テレビ / TBS）
  - 第1シリーズ 第38話「久美子! 恋の三角レースだよン」（1980年）
  - 第2シリーズ（1982年）
    - 第21話「敵は脱獄犯! トミマツ死の珍道中」 - 孤児院のシスターの園長
    - 第31話「死ね! かよゆいギャルをだます奴」 - 商店街のマダム
- 鬼平犯科帳 第2シリーズ 第26話「用心棒」（1981年、ANB） - おわか
- Gメン'75　第313話「聖女たちの殺人トリック」（1981年、TBS）−バーのママＡ
- 右門捕物帖 第2話「同心は悲しみを越えて」（1982年、NTV / ユニオン映画）
- 特捜最前線（ANB / 東映）
  - 第399話「少女・ある愛を探す旅!」（1985年）
  - 第416話「老刑事・レジの女を張り込む!」
- 私鉄沿線97分署 第19話（1985年、ANB / 国際放映）
- スケバン刑事 第16話「決死の脱出!恐怖の地獄城」（1985年、CX） - 桜木院長
- 火曜サスペンス劇場 （NTV）
  - 校内暴力殺人事件（1982年） - 真一郎の母
  - 女検事・霞夕子（1985年 - 1993年） - 霞ふさ
- 月曜ドラマランド / 白バイ野郎トミー&マツ（1986年、CX）
- 西田敏行の泣いてたまるか 第8話「父ちゃんはタクシードライバー」（1986年、TBS / 国際放映、東阪企画）
- 裸の大将 第35話「蛍の里エレジー」（1989年、KTV / 東阪企画）
- ゴリラ・警視庁捜査第8班 第39話「家路」（1990年、ANB） - 伊達節 役
- 世にも奇妙な物語「人面草」（1990年、CX） - 牧村千代
- 月曜・女のサスペンス 文豪シリーズ「欲望の館」（1990年、TX）

### 映画
- 女の顔
- 花真珠
- 娘ざかり
- 柔の星 - 大木ヤス 役

### 舞台
- 肉体の門
- 二十四の瞳
- 花嫁学校

### 吹き替え
- 逃亡者　#112 「ある愛の終末」(ノーマ・バートレット<パトリシア・スミス>)